# Robert Lachenay
Robert Lachenay est un scénariste et acteur français, également réalisateur et producteur de cinéma, né le 20 avril 1930 à Paris 9e et mort le 11 octobre 2005 à Andeville (Oise),,. Il fut un des plus proches amis du cinéaste François Truffaut.

## Biographie
Il  rencontre François Truffaut à l'école de la rue Milton (Paris 9e) à la rentrée des classes en 1943. Avec lui, il crée en 1948 le ciné-club Le Cercle Cinémane. 
Truffaut l'introduit dans le monde du cinéma à l'époque de la Nouvelle Vague.
Assistant de François Truffaut sur Les Mistons, il fonde avec ce dernier et André Bazin, en 1957, la société de production Les Films du carrosse. 
En 1961, les deux amis se brouillent. Ils se réconcilient en 1983. Avec Claude Berri, Robert Lachenay est l'une des dernières personnes à rendre visite à Truffaut en septembre 1984.
Tour à tour photographe, assistant, scénariste, producteur, acteur, il signe trois films avant de s'installer au Canada en 1966 où il participe à la réalisation du téléfilm D'Iberville.
En tant que critique, François Truffaut a signé du nom de Robert Lachenay, une cinquantaine de fois, des articles publiés dans les Cahiers du cinéma.
François Truffaut a également utilisé son nom pour le personnage principal de La Peau douce, Pierre Lachenay, et pour le personnage de René Bigey dans Les Quatre Cents Coups.
Européen convaincu, Robert Lachenay fonde en 1973 le Mouvement populaire d'unité européenne (MPUE).

## Lachenay, l'ami dans l'ombre
« Il était le camarade d'école le plus proche de François Truffaut. Il deviendra son double, son prête-nom, et il y a beaucoup de lui dans le personnage d'Antoine Doinel. Leur amitié survivra aux brouilles et durera quarante ans.  
Personne n'a relevé la mort de Robert Lachenay, le 11 novembre 2005, à 75 ans. La vie d'un inconnu s'est achevée comme elle s'est déroulée, dans l'anonymat. Avec lui s'efface pourtant le nom d'un critique de cinéma célèbre des années 50. Et disparaît un personnage de films. Pas un acteur, non, un personnage : un certain Lachenay qui hante La Peau douce avec son visage triste, et inspire directement le « René Bigey » des Quatre Cents Coups, l'inséparable ami d'Antoine Doinel. À chaque reprise, derrière ces Lachenay, le critique et le personnage, on retrouve le même homme, qui les fait advenir et s'en inspire : François Truffaut. Robert Lachenay fut ainsi le pseudonyme préféré de Truffaut quand il écrivait ses textes les plus virulents des Cahiers du cinéma, comme il fut le modèle de Jean Desailly dans La Peau douce, et de Jean-Pierre Léaud-Antoine Doinel, un des personnages les plus célèbres du cinéma mondial. »

— Antoine de Baecque, Libération, 28 novembre 2005

## Filmographie

### Réalisateur
- 1961 : Le Scarabée d'or (court-métrage)
- 1965 : Les voix d'Orly (court-métrage)
- 1971 : Morella (court-métrage)

### Producteur
- 1954 : Une visite de François Truffaut
- 1957 : Les Mistons de François Truffaut

### Scénariste
- 1961 : Le Scarabée d'or

### Acteur
- 1962 : Tire-au-flanc 62 de Claude de Givray